# Svensk Folkeparti
Svensk Folkeparti (SFP, finsk: Ruotsalainen kansanpuolue, svensk: Svenska folkpartiet) er et politisk parti i Finland, grundlagt af Axel Lille i maj 1906. 
Svenska folkpartiet er et borgerligt parti som arbejder for den finlandssvenske befolkningsgruppes rettigheder og interesser i Finland.